# 角川源義
角川 源義（かどかわ げんよし、1917年（大正6年）10月9日 - 1975年（昭和50年）10月27日）は、日本の実業家、国文学者、俳人。KADOKAWAグループ創業者。俳号は源義（げんぎ）、水羊（すいよう）。
辺見じゅん（作家、幻戯書房代表）、角川春樹（俳人、角川春樹事務所会長兼社長）、角川歴彦（角川文化振興財団名誉会長、元KADOKAWA会長）の父。

## 経歴

### 出生から学生時代まで
富山県中新川郡東水橋町（現富山市）に父・源三郎、母・ヤイの三男として生まれた。父・源三郎は源義誕生時は鮮魚を商っていたが、後に米穀商に転じ成功している。
1930年（昭和5年）、富山県立神通中学校（現在の富山県立富山中部高等学校）に入学した。中学入学時に、すでに俳句にかなり深い関心を抱いていた。中学3年生の頃、従兄弟が持っていた改造社の雑誌『改造』で、折口信夫（釈迢空）の「大倭宮廷の剏業期」という論文を読んで感動した。これが折口信夫との最初の出会いであった。
文学書の読書にのめり込んでいった源義は、その結果として数学・英語を苦手とするようになり、医師志望熱もさめていった。そのかわり国語、なかんずく国文法と漢文には抜群の出来を示すようになり、漢文の教師などは源義の質問にしばしば立ち往生させられた。
第四高等学校受験に失敗し、1935年（昭和10年）に中学を卒業すると受験浪人第1年目の生活に入った。そして、勉学のため京都に出て、平安高等予備校で学ぶことにした。
1936年（昭和11年）に上京して東京市立一中（東京都立九段高等学校）の補習科に通った。
古書店で折口の著書『古代研究』に出会ったことが契機となり、父の反対を押し切って國學院大學予科に入学、柳田國男、折口信夫、武田祐吉の指導を受ける。また折口の短歌結社「鳥船」に入会した。1941年（昭和16年）12月、臨時徴兵制度によって大学を繰り上げ卒業する。1942年（昭和17年）1月、東亜学校教授、日本文化協会研究員、のちに角川書店の執筆陣となる人脈を得る。5月10日、初の著書『悲劇文学の発生』(青磁社)を刊行。経営者の米岡来福が同郷という縁で、青磁社の顧問となる（角川書店で多くを新版再刊した）。

### 角川書店設立・私生活
城北中学校教師となり、二度の召集従軍を経て富山で終戦。父から貰った金で、在籍した日本文化協会のような研究所を作ろうと柳田國男に相談したところ、「その金はいつかなくなってしまうではないか。いつかなくなる金を当てにして誰が研究できるか」と言われ、その時はっきりと「出版」事業を選ぼうと決心したという。
1945年（昭和20年）11月に東京都板橋区（現・練馬区）小竹町で角川書店を設立した。既に岩波書店から刊行されベストセラーになっていた阿部次郎著『三太郎の日記』を合本として上梓し、成功を収めた。1948年（昭和23年）2月から1949年（昭和24年）8月まで雑誌『表現』を刊行。
1949年5月、角川文庫を創刊。文庫本の刊行形態は（今でいう出版レーベル）、戦前既に岩波書店と新潮社の二つの老舗により、開拓されていたため、新興出版社である角川書店の進出が成功するかどうか危ぶまれたが、結果として関係者が驚くほどの成果を得た。
1952年（昭和27年）6月、俳句総合誌『俳句』を創刊。1954年（昭和29年）、短歌総合誌『短歌』創刊。1955年（昭和30年）、両誌でそれぞれ新人賞角川俳句賞および角川短歌賞を設立。1967年（昭和42年）に蛇笏賞、迢空賞を設立。1961年（昭和36年）の俳人協会設立への参加、晩年は「俳句文学館」の建設などとあわせ俳壇・歌壇の興隆に尽力した。
1952年11月に発刊した『昭和文学全集』（全25巻）は、1巻あたり15万部強の記録的な売れ行きを示し、これによって文芸出版社としての角川書店の評価が確立した。社内では「角川天皇」、私生活の面では鬼源と綽名された癇癪持ちであると同時に漁色家でもあり、自らの家庭を顧みずに複数の愛人を作って私生児を産ませるなど奔放な生き方を貫いた。長男・角川春樹は、父に対しての反逆心が出発点だったと「私の履歴書」ほかで述べている。
1961年、「語り物文芸の発生」で文学博士（國學院大學）。1975年（昭和50年）、病没する年の前期まで國學院大學、慶應義塾大学大学院に出講していた。1972年（昭和47年）、『雉子の聲』で第20回日本エッセイスト・クラブ賞を受賞する。1975年10月27日、東京女子医科大学病院において58歳で急死。戒名は浄華院釈義諦。墓所は小平霊園。1979年（昭和54年）に角川源義賞が発足した。

### 俳人として
前述のように中学時代から俳句に興味を持ち始めており、中学2年生のとき（1931年）に校友会誌に「俳人一茶の生涯」を寄稿したり、翌年より伊東月草主宰の「草上」に投句するなどしていた。角川書店設立後、1947年に金尾梅の門の「古志」（のち「季節」に改題）に幹部同人として参加。1958年12月、叙情性の回復と伝統への回帰を標榜し「河」を創刊、死去するまで主宰を務めた。1975年、第5句集『西行の日』で読売文学賞を受賞した。
代表句として、「何求（と）めて冬帽行くや切通し」（『ロダンの首』所収）「篁（たかむら）に一水まぎる秋燕」（『秋燕』所収）「花あれば西行の日と思ふべし」（『西行の日』所収）などがある。飯田蛇笏の格調の高い句風を慕い、また石田波郷の俳句精神に傾倒。自身の句も二句一章の構造を持つ格調の高い句が多く、客観・写実に徹すれば叙情がにじみ出るという考えに立っていた。
中世への民俗学的関心や古典への傾倒などから難解な句を作る傾向があったが、第4句集『冬の虹』（1972年）からは日々の生活に目を向け、「軽み」に通じる平明で直接的な叙情を目指した。「篁に」の句にちなみ、源義の忌日は「秋燕忌」（しゅうえんき）とも呼ばれる。

## 家族・親族
- 祖父・源三郎[1]1909年（明治42年）没[14]。
  - 初代角川源三郎はもともとは現黒部市の地主、谷家の一族である[1]。水橋在の角川源平の養子に入ったが、その後、源平に実子が生まれたので、分家して新たに角川家をたてた[1]。つまり、源義は二代目源三郎の子であり、その血統からいえば、谷氏の一族の裔ということになる[1]。
  - 谷氏は下新川地方の名族で、その遠祖は宇多源氏の系統、近江源氏佐々木一族である[1]。元亀・天正（1570-92）の頃、谷大膳亮衞好（だいぜんのすけもりよし）ははじめ美濃の斎藤龍興に仕え、のち豊臣秀吉の家臣となり、播磨国平田城6000石を知行[15]。天正6年（1578年）、同国三木城の攻囲中に賀状坂の付城を固守して戦死した[15]。その衞好の子衞韋が大坂夏の陣後、越中へ移り下新川郡に土着したのが越中谷氏の初めであるといわれる[15]。
- 祖母・シナ[14]
- 父・源三郎[1]（鮮魚商、米穀商[1]）1877年（明治10年）生[14]
  - 小学校にも満足に通わず幼時から刻苦して働いた[14]。船乗りになったり、魚を売り歩いたりして生活を支えた[14]。後に米穀商として成功した[14]。米穀商といっても小売商ではなく、いわゆる廻米商だった[16]。農家や地主から米を買いつけ、精米して県外に移出する商業である[16]。
- 母・ヤイ[1]
- 兄・源三[17]（共和クレーン有限会社初代代表取締役[18]）
- 兄嫁・文子[19]（旅館経営者、共和クレーン有限会社2代目代表取締役[18]）
- 弟・源蔵[16]
- 前妻・冨美子
  - 真弓、春樹、歴彦の母。
- 後妻・照子 1928年生 - 2004年没
  - 俳人。「河」の同人。1949年に源義と結婚。源義との間に一男（道夫）一女（真理）を儲けたが、いずれも成人前に亡くなった。源義の没後「河」を主宰した。
- 長女・真弓[20]（歌人・作家、幻戯書房創業者、筆名辺見じゅん）1939年7月生 - 2011年9月没
- 長男・春樹（角川書店2代目社長、角川春樹事務所創業者） 1942年1月生 -
- 次男・歴彦（角川書店4代目社長、角川文化振興財団第3代理事長）1943年9月生 -

## その他
井沢元彦の小説『GEN－源氏物語秘録』や荒俣宏の小説『帝都物語』に作中人物として角川源義が登場する。

## 著書
- 悲劇文学の発生（青磁社、1942年）- 論文集
  - 悲劇文学の発生・まぼろしの豪族和邇氏（角川ソフィア文庫、2017年）
- 雉子の聲（東京美術、1972年）
- 語り物文芸の発生（東京堂出版、1975年）
- 幻の赦免船（読売新聞社、1975年）- 遺稿集
- 角川源義俳句批評（角川書店、1979年）
- 角川源義全集（全5巻、角川書店、1988年）
  - 1・2・3 古典研究
  - 4 俳句・俳句評論
  - 5 随筆・初期作品
- 源義経（高田実共著、角川新書、1966年／講談社学術文庫、2005年）

### 序数句集
- ロダンの首（近藤書店、1956年）
- 秋燕（琅玕堂、1966年）
- 神々の饗宴（牧羊社、1969年）
- 冬の虹（東京美術、1972年）
- 西行の日（牧羊社、1975年）
- 角川源義全句集（角川書店、1981年）
  - 季題別角川源義全句集（村山古郷編、角川書店、1986年）
- 角川源義 花神コレクション〈俳句〉（花神社、1993年）
- 角川源義読本（『俳句』編集部編、角川学芸出版、2005年）
- 角川源義の百句（角川春樹、ふらんす堂、2019年）

### 関連文献
- 『角川源義の世界　昭和俳句文学アルバム11』（吉田鴻司編、梅里書房、1989年）
- 加藤勝代 『わが心の出版人　角川源義・古田晁・臼井吉見』（河出書房新社、1988年）
- 大塚英志『日本がバカだから戦争に負けた　角川書店と教養の運命』（星海社新書、2017年）